# 伊納瓦湖
伊納瓦湖（白俄羅斯語：Інава）是白俄羅斯的湖泊，位於布拉斯拉夫東南13公里，由維捷布斯克州負責管轄，長2.2公里、寬0.9公里，面積1.27平方公里，集水區面積12平方公里，湖岸線長度6.8公里，最大水深9米。